# Göhrde (bos)
De Göhrde is een historisch bosgebied in Duitsland, in de deelstaat Nedersaksen, grotendeels in de Landkreis Lüchow-Dannenberg. Het meest noordelijke  deel van de Göhrde ligt in de Landkreis Lüneburg. Het gebied ligt in een nationaal park genaamd Naturpark Elbhöhen-Wendland en wordt, samen met de nabij gelegen heuvelrug Drawehn, tot het oostelijkste gebied van de Lüneburger Heide gerekend.
Het 7500 hectare grote Staatsforst Göhrde is beroemd om de vele zomereiken. Om deze reden is een gedeelte van de Göhrde tot natuurreservaat verklaard. Dit betreft het 904 hectare grote gebied Eichen-und Buchenwälder in der Göhrde, kenmerk NSG LÜ 349. Zie onderstaande link.
Rondom het bosgebied zijn door archeologen sporen van menselijke activiteit uit de Jonge Steentijd  ontdekt. Vermoedelijk hebben er hunebedden of andere megalietmonumenten van dragers van de Trechterbekercultuur  (3200-2500 v.Chr.) gestaan.
Omstreeks de 7e eeuw was het bos, dat in de streek Wendland ligt, een grensgebied tussen Saksische en West-Slavische mensen. Vermoedelijk heeft het bos zijn naam aan Slavische talen sprekende mensen te danken. De meeste geleerden denken, dat Göhrde van Slavisch: gora (berg, heuvel) is afgeleid. Men moet dit bezien vanuit het meer dan 100 meter lager liggende dal van de Elbe, minder dan 20 km ten noordoosten van de Göhrde.
Vanaf de 15e eeuw was de Göhrde een banwoud, een bos, waarvan het gebruik aan de landheer was voorbehouden. De hertogen van Brunswijk-Lüneburg hadden het exclusieve jachtrecht en bepaalden ook of, en zo ja, onder welke voorwaarden, omwonende boeren er vee mochten weiden of hout verzamelen. De facto is deze situatie, zij het met andere regeerders, gehandhaafd tot op de huidige dag (vandaar de betiteling Staatsforst).
Voor een groot deel ligt het bos in een 5.181 hectare grote, onbewoonde, gemeentevrije zone, die ook Göhrde heet. In het tot de gemeente Göhrde behorende deel van dit bos staat het voormalige jachtslot Göhrde. Het huidige gebouw was van oorsprong het stalgebouw ( de Marstall) van het vroeg-18e-eeuwse jachtslot, maar werd in 1869 tot klein kasteel omgebouwd. Koning George I van Groot-Brittannië, tevens keurvorst-hertog van het Keurvorstendom Brunswijk-Lüneburg, had hier in 1709 een lust- en jachtslot laten bouwen. In 1827 liet koning George IV van het Verenigd Koninkrijk het overbodig geworden en sterk vervallen hoofdgebouw slopen; men had er in de 18e eeuw, en in de Napoleontische tijd, geen pachter voor kunnen vinden. De voormalige stalling is door de Duitse keizers Wilhelm I en Wilhelm II wel weer voor de jacht gebruikt.  Nabij het gebouw is een vakantiehuis en een bosmuseum Naturum aanwezig; daar zijn enige leerzame wandelroutes uitgezet, en worden ook regelmatig wandel- en andere evenementen georganiseerd.
Op 16 september 1813 vond in het kader van de Duitse bevrijdingsoorlog een veldslag plaats in het Göhrde-gebied, tussen de huidige gemeente Göhrde en het dorpje Lüben, gemeente Nahrendorf, Samtgemeinde Dahlenburg. De Pruisisch-Russische coalitietroepen versloegen er het Napoleontisch-Franse leger. Op deze locatie is in 1839, aan de huidige Bundesstraße 216, een monument geplaatst.

## Afbeeldingen

Ligging van het gemeentevrije gebied Göhrde
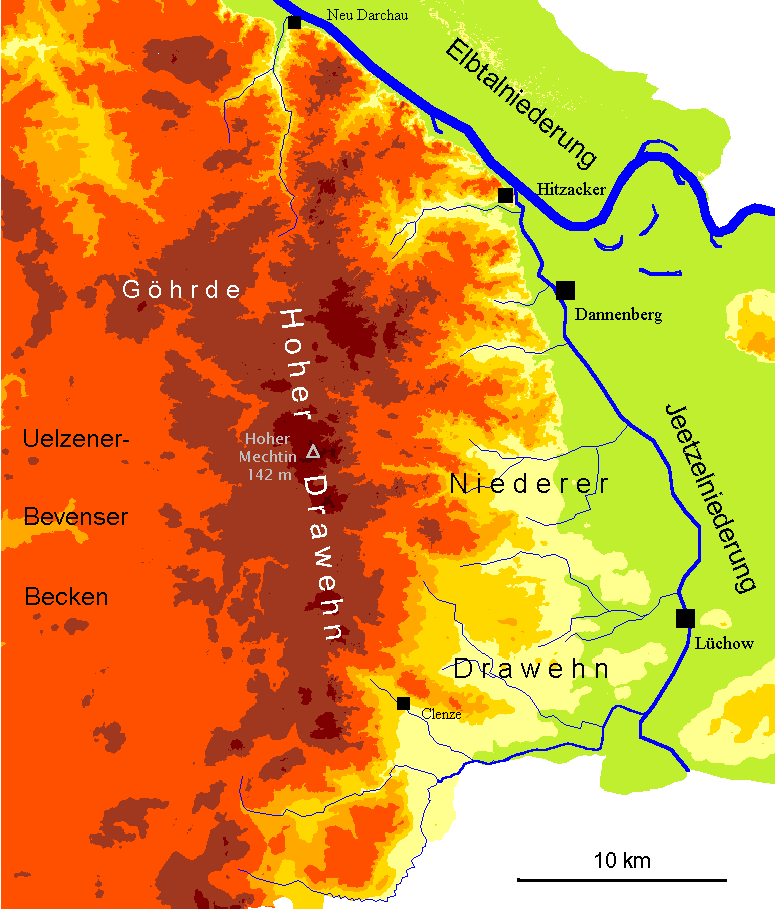
Situering Drawehn en Göhrde
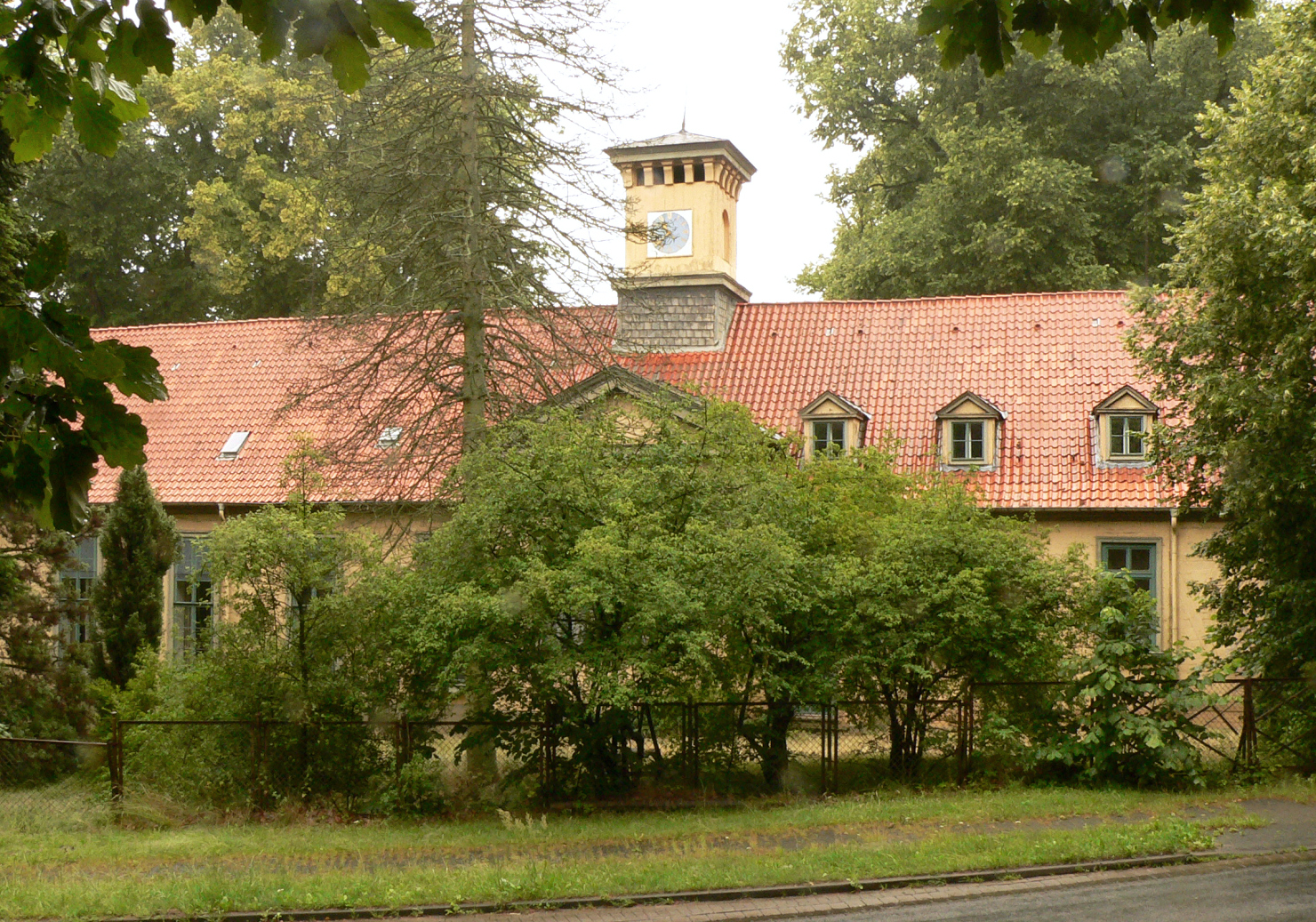
Jachtslot Göhrde
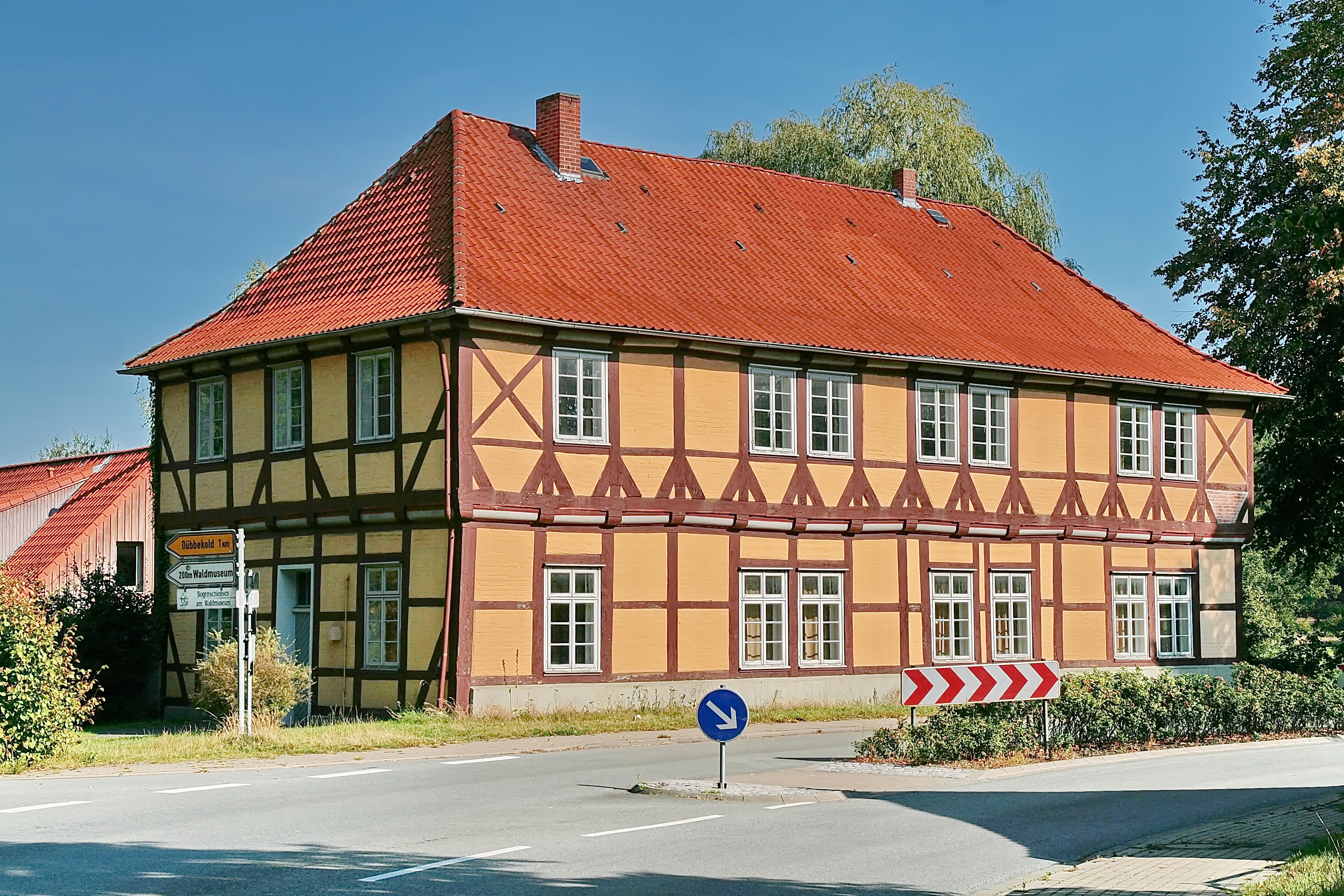
Bijbehorend jachthuis uit 1652
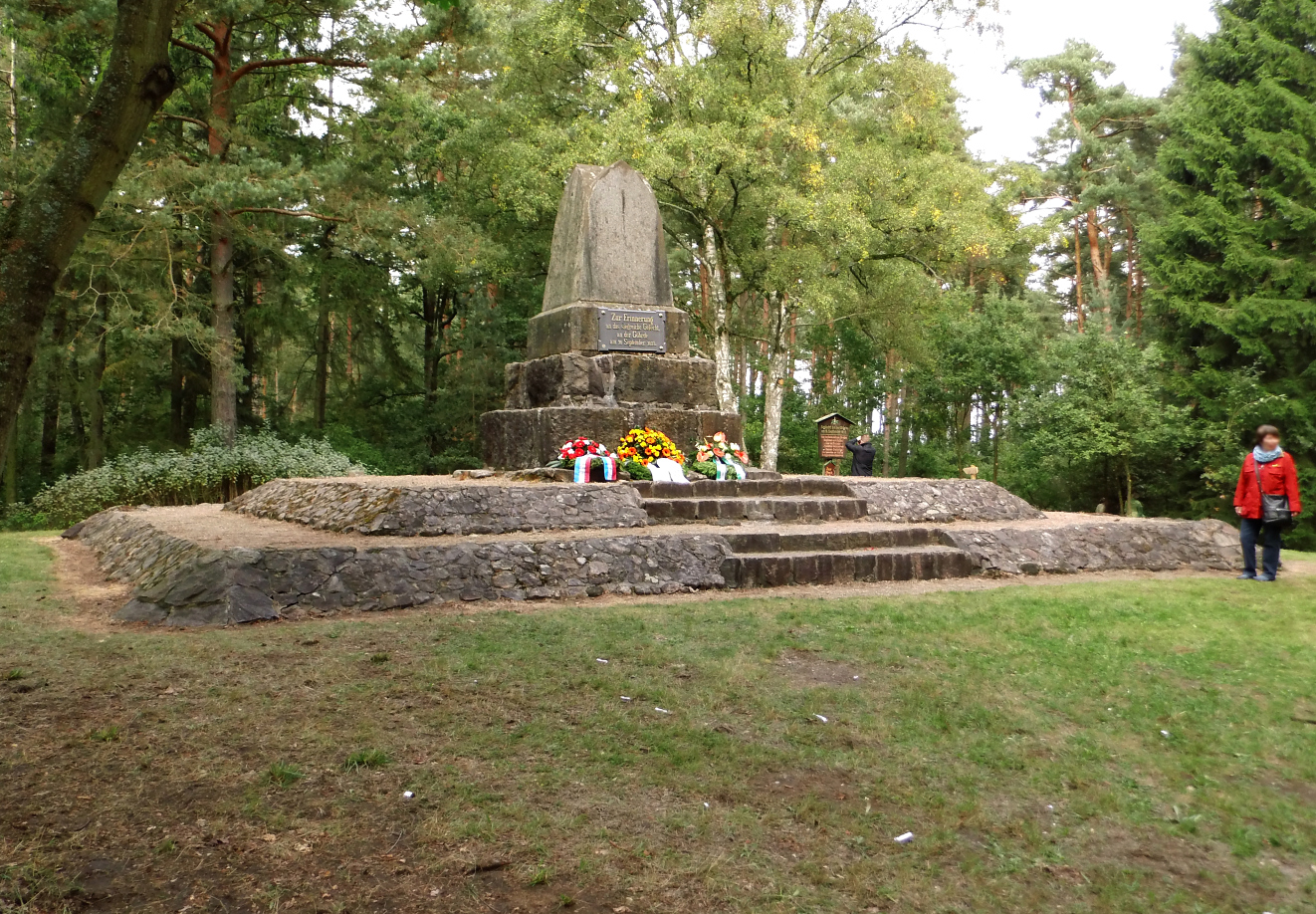
Monument Slag bij de Göhrde
340 Jaar oude zomereik in het bos